# گلاب‌شکر
گلاب‌شکر نوعی شیرینی است که از آب، گلاب و شکر تهیه می‌شود. در برخی از انواع آن برای گرفتن طعم و رنگ مواد دیگری مانند هل، زنجبیل و... نیز به آن می‌افزایند.

## منبع
لغت‌نامهٔ دهخدا